# Blondie (álbum)
Blondie es el álbum debut homónimo de la banda estadounidense de new wave Blondie. El álbum fue lanzado en diciembre de 1976 bajo Private Stock Records. El primer sencillo, X Offender, fue originalmente titulado Sex Offender, pero fue renombrado debido a que las emisoras de radio no pincharían la canción con el controvertido título. 
Después de las bajas ventas y la pobre publicidad, Blondie firmó un contrato con Private Stock. Chrysalis Records firmó con la banda en 1977 y relanzó el álbum, además de lanzar su segundo álbum de estudio, Plastic Letters. Llegó hasta el puesto n.º 14 en Australia, donde la banda ya había triunfado con su sencillo In the Flesh.

## Lista de canciones
1. "X Offender" (Deborah Harry, Gary Valentine) – 3:14
2. "Little Girl Lies" (Harry) – 2:07
3. "In the Flesh" (Harry, Chris Stein) – 2:33
4. "Look Good in Blue" (Jimmy Destri) – 2:55
5. "In the Sun" (Stein) – 2:39
6. "A Shark in Jets Clothing" (Destri) – 3:39
7. "Man Overboard" (Harry) – 3:22
8. "Rip Her to Shreds" (Harry, Stein) – 3:22
9. "Rifle Range" (Stein, Ronnie Toast) – 3:41
10. "Kung-Fu Girls" (Destri, Harry, Valentine) – 2:33
11. "The Attack of the Giant Ants" (Stein) – 3:34

Pistas adicionales (relanzamiento de 2001)
1. "Out in the Streets" (demo de 1975) (Jeff Barry, Ellie Greenwich) – 2:20
2. "The Thin Line" (demo de 1975) (Harry, Stein) – 2:16
3. "Platinum Blonde" (demo de 1975) (Harry) – 2:12
4. "X Offender" (versión de Private Stock) (Harry, Valentine) – 3:13
5. "In the Sun" (versión de Private Stock) (Stein) – 2:38

## Posicionamiento
| Año  | País        | Posición |
| ---- | ----------- | -------- |
| 1976 | Australia   | #14      |
| 1979 | Reino Unido | #75      |